# 1964 aux échecs
| Années des échecs : 1961 - 1962 - 1963 - 1964 - 1965 - 1966 - 1967    |
| Décennies des échecs : 1930 - 1940 - 1950 - 1960 - 1970 - 1980 - 1990 |

Cet article présente les faits marquants de l'année 1964 aux échecs.

## Événements majeurs
Boris Spassky, Bent Larsen, Mikhaïl Tal et Vassily Smyslov remportent le tournoi interzonal disputé à Amsterdam.
L'URSS remporte l'Olympiade d'échecs de 1964 disputée à Tel Aviv en Israël.

## Tournois et opens
Le tournoi interzonal se déroule à Amsterdam du 20 mai au 21 juin. Bent Larsen, Boris Spassky, Vassily Smyslov et  Mikhaïl Tal l'emportent avec 17 points sur 23. Leonid Stein et David Bronstein, respectivement 5e et 6e sont  éliminés car seulement trois joueurs soviétiques pouvaient se qualifier pour le tournoi des candidats. Borislav Ivkov 7e se qualifie donc ainsi que Lajos Portisch 8e ex aequo après un match de départage contre Samuel Reshevsky.

## Championnats nationaux

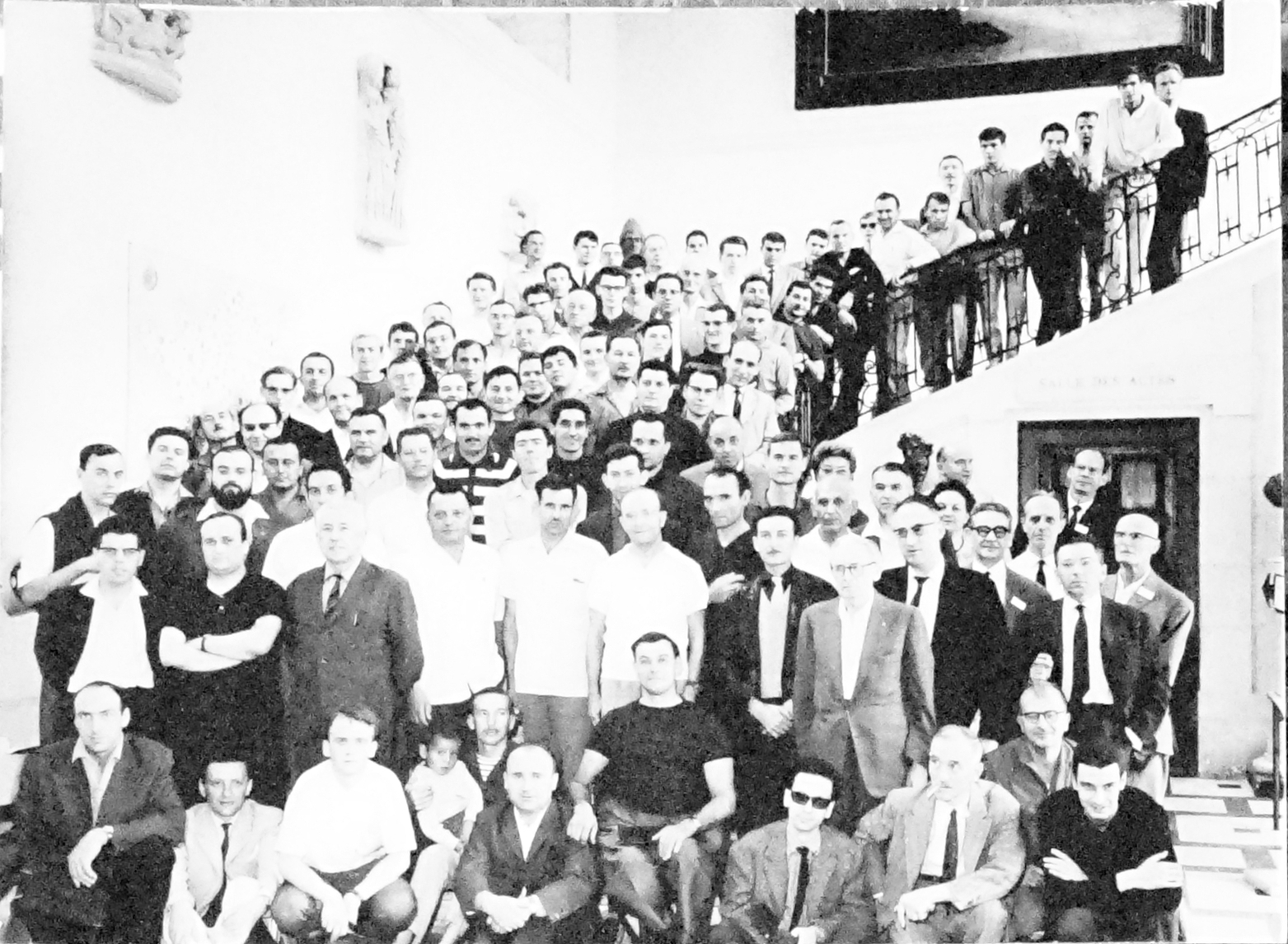
Championnat de France d'échecs, 1964 à Montpellier.

- Argentine : Miguel Najdorf remporte le championnat[1],[2]. Chez les femmes, Dora Trepat de Navarro s’impose.
- Autriche : Pas de championnat[3], chez les femmes, Inge Kattinger s’impose [4].
- Belgique : Josef Boey remporte le championnat[5]. Chez les femmes, Lancel s’impose[6].
- États-Unis du Brésil : Antonio Rocha remporte le championnat[7]. Pas de championnat féminin.
- Canada : Pas de championnat[8].
- Chine : Jian Mingji remporte le championnat[9].
- Écosse : AM Davie remporte le championnat[10].
- Espagne : Antonio Medina remporte le championnat[11]. Chez les femmespas de championnat[12].
- États-Unis : Bobby Fisher remporte le championnat[13]. Chez les femmes, Sonja Graf s’impose[14].
- Finlande: Ilkka Antero Kanko remporte le championnat[15].
- France : Michel Roos remporte le championnat [16]. Chez les femmes, pas de championnat[17].
- Inde : Pas de championnat[18].
- Iran : Keikhosro Kahyaei remporte le championnat[19].

- Pays-Bas : Corrie Vreeken remporte le championnat féminin[20]. Pas de championnat masculin cette année.
- Pologne : Zbigniew Doda remporte le championnat[21].
- Royaume-Uni : Mickael Haygarth remporte le championnat[22].

- Suisse : Marcel Markus remporte le championnat [23]. Chez les dames, c’est Monique Petit qui s’impose[24].
- RSS d'Ukraine : Anatoli Bannik remporte le championnat[25],[26], dans le cadre de l’U.R.S.S.. Chez les femmes, Raisa Vapnychna s’impose[27].
- République fédérative socialiste de Yougoslavie : Borislav Ivkov et Mijo Udovčić remportent le championnat[28],[29]. Chez les femmes, Tereza Štadler s’impose.

## Naissances
- Joel Benjamin
- Valeri Salov

## Nécrologie
- En 1964 : Arsène Louviau (en)
- 1er mars : Piotr Romanovski
- 29 avril : Albert Fox (en)
- 3 mai : Birger Axel Rasmusson (en)
- 29 mai : Fred Reinfeld
- 14 juillet : Placido Soler Bordas (en)
- 20 juillet : Eugene Ernest Colman (en)
- 22 septembre : Viktor Goglidzé
- 5 novembre : Hans Cohn